# Manuel Cazzaro
Manuel Cazzaro, né le 23 juillet 1991 à Bolzano, est un coureur cycliste italien. Il participe à des compétitions sur route et sur piste.

## Palmarès sur piste

### Championnats d'Europe
- 2014
  -  Médaillé de bronze de la course derrière derny

### Championnats nationaux
- 2007
  -  Champion d'Italie de l'américaine cadets (avec Pierre-Paolo Penasa)
- 2008
  - 3e du championnat d'Italie de l'américaine juniors
- 2010
  - 3e du championnat d'Italie de course aux points
- 2011
  -  Champion d'Italie de course derrière derny
- 2012
  - 2e du championnat d'Italie de course derrière derny
- 2013
  - 2e du championnat d'Italie de course derrière derny